# Ubume
Ubume (産女) é uma criatura lendária sobrenatural (bakemono) pertencente ao folclore japonês (youkai). É uma lenda sobre o espírito de uma mulher que morreu no parto, ou sobre uma mulher que morreu para garantir a sobrevivência do filho. Geralmente aparecem seguindo a tradição japonesa, usando robes brancas e tendo um cabelo longo e escuro. Às vezes também sequestra crianças.
Em algumas histórias, ubume compra doces e outras comidas para as crianças que ainda estão vivas com moedas que depois se transformam em folhas secas. Em outras histórias, ubume atrai a atenção de um humano vivo, e o leva até o local onde seu filho está escondido.